# Sabrina Salerno

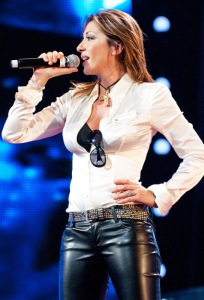
Sabrina Salerno år 2010.

Sabrina Debora Salerno, mer känd under artistnamnet Sabrina, född 15 mars 1968 i Genua, är en italiensk sångerska, låtskrivare, skivproducent, fotomodell, skådespelerska och programledare. Sabrina slog igenom år 1987 med låten Boys (Summertime Love).
Sabrina arbetade tidigt med Fancy, vilket resulterade i Fancys hit "Flames of Love". Hon jobbade vidare med producenterna Stock, Aitken och Waterman som år 1988 skrev All of Me (Boy Oh Boy) åt henne. Hennes första singel Sexy Girl blev väldigt stor i Italien redan år 1986.

## Diskografi
Studioalbum
- 1987 – Sabrina
- 1988 – Super Sabrina
- 1991 – Over the Pop
- 1995 – Maschio dove sei
- 1999 – A Flower's Broken
- 2008 – Erase/Rewind Official Remix

Samlingsalbum
- 1988 – Something Special
- 1990 – Super Remix

Singlar
- 1986 – "Sexy Girl"
- 1987 – "Lady Marmalade"
- 1987 – "Boys (Summertime Love)"
- 1987 – "Hot Girl"
- 1988 – "All of Me (Boy Oh Boy)"
- 1988 – "My Chico"
- 1988 – "Like a Yo-Yo"
- 1989 – "Sex"
- 1989 – "Guys and Dolls"
- 1989 – "Pirate of Love"
- 1989 – "Doctor's Orders"
- 1989 – "Gringo"
- 1990 – "Yeah Yeah"
- 1991 – "Siamo Donne"
- 1991 – "Shadows of the Night"
- 1991 – "Cover Model"
- 1994 – "Rockawillie"
- 1994 – "Angel Boy"
- 1995 – "Boys '95"
- 1995 – "Fatta e rifatta"
- 1995 – "Maschio dove sei"
- 1997 – "Numeri"
- 1999 – "I Love You"
- 2003 – "Boys Boys Boys (The Dance Remixes)"
- 2006 – "I Feel Love (Good Sensation)"
- 2008 – "Erase/Rewind"
- 2010 – "Call Me"
- 2014 – "Colour Me"
- 2015 – "Ouragan"
- 2018 – "Voices"